# Ірбізіно
Ірбізіно (рос. Ирбизино) — село у Карасуцькому районі Новосибірської області Російської Федерації.
Входить до складу муніципального утворення Ірбізінська сільрада. Населення становить 647 осіб (2010).

## Історія
Згідно із законом від 2 червня 2004 року органом місцевого самоврядування є Ірбізінська сільрада.

## Населення
| 2002 | 2007 | 2010 |
| ---- | ---- | ---- |
| 739  | ↘648 | ↘647 |